# Kitchen (novela)
Kitchen Fue la primera novela escrita por la autora japonesa Banana Yoshimoto (吉本ばなな）en 1988, traducida al español en 1991 por Junichi Mattsuura y Lourdes Porta. Consta de 206 páginas y fue publicada al español por Tusquets Editores. Con este libro Yoshimoto consiguió un gran éxito con más de cincuenta ediciones, un par de películas y multitud de premios, convirtiéndose así, en uno de los estandartes de la nueva literatura contemporánea japonesa.

## Sinopsis
Cuando se muere su abuela, la jovencísima Mikage queda absolutamente sola en una casa demasiado grande y se refugia en la cocina, pues sólo en ella se siente a salvo («El lugar donde mejor se duerme es junto a la nevera», confiesa). Pero un día «ocurre un milagro»: Yuichi, «un chico simpático», llama a la puerta de Mikage y le sugiere que vaya a vivir a su casa, con su madre Eriko. Pero esta hermosa y acogedora mujer no es una mujer: es un hombre que pasó a ser mujer cuando la verdadera madre de Yuichi perdió la vida.  Esta fábula, que se desarrolla entre ordenadores, electrodomésticos y sobre todo alimentos y guisos, pero también entre sentimientos de amor, amistad y complicidad, es en realidad una historia terrible, en la que la soledad y la aridez emocional quedan, como por «milagro», mitigados por la inmensa sabiduría de otro mundo ancestral, afortunadamente aún latente, aún perceptible.

## Información de libro
Kitchen (edición español) por Banana Yoshimoto
- Tapa blanda - ISBN 9788472238374, publicado por Tusquets Editores.

## Premios
- 6° Premio Artista Revelación Kaien - noviembre de 1987[2]
- 16° Premio Literario Kyoka Izumi - octubre de 1988[2]
- 39° Edición Premio Artista Revelación recomendados por el Ministerio de Educación de Japón - febrero de 1989[2]